# Juliette Colbert

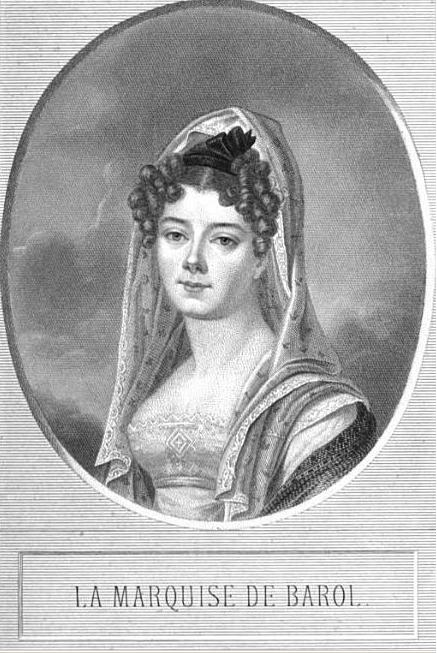
Juliette Colbert, Markgräfin di Barolo

Juliette Victoria Françoise Colbert di Maulévrier, verheiratete Giulia Falletti di Barolo (* 27. Juni 1785 oder 1786 in Maulévrier; † 19. Januar oder 18. Februar 1864 in Turin), war eine französische Philanthropin und italienische Markgräfin, die aufgrund ihrer Gläubigkeit und ihres sozialen Engagements zu den sogenannten Turiner Sozialheiligen zählt.

## Leben
Juliette Colbert stammte aus einer adeligen Familie in der katholischen Vendée. Ihr Vater war Edouard Victurnien Charles René Colbert, ihre Mutter Anne Marie Louise de Crénolle. Sie war damit eine direkte Nachfahrin von Jean Baptiste Colbert, dem Finanzminister des Sonnenkönigs. Als sie sieben Jahre alt war, starb ihre Mutter.
Mit ihrer Familie floh sie während der Revolutionswirren zuerst nach Deutschland, dann nach Holland. Nach der Machtübernahme Napoleons kehrte sie nach Frankreich zurück.
Am 18. August 1806 heiratete sie in Paris den italienischen Markgraf Carlo Tancredi Falletti di Barolo. 1814 zogen die beiden nach Turin in den Palazzo Barolo. In Turin engagierte sie sich von Anfang an im Bereich der Wohltätigkeit. Sie half insbesondere den Gefangenen, armen Mädchen und jungen Müttern. Gemeinsam mit ihrem Mann schuf sie mehrere kostenlose Schulen (die erste 1821 in Borgo Dora), gründete 1823 für junge Mütter das Istituto del Rifugio und nutzte seit 1825 einen Teil des Palazzo Barolo als Asilo Barolo für Arbeiterkinder. 1833 gründeten sie ein Kloster neben dem Istituto del Rifugio, um die Opfer von Kinderprostitution aufzunehmen. 1834 riefen sie die Ordensgemeinschaft der Suore di Sant´Anna ins Leben. 1838 starb ihr Mann an den Folgen der Cholera-Epidemie von 1835.
Von diesem Jahr an arbeitete Silvio Pellico bis zu seinem Tod 1854 als Bibliothekar und Sekretär der Markgräfin. Sie stiftete ihm eine jährliche Rente und sorgte für die französische Übersetzung seiner Werke. Es scheint Pellico gewesen zu sein, der der Markgräfin 1844 empfahl, den befreundeten jungen Priester Johannes Bosco als Kaplan der Kapelle des hl. Franz von Sales an ihr Institut zu holen. Er wirkte dort, bis er 1846 in Valdocco sein eigenes Werk begründete.
1845 eröffnete sie das Hospital der hl. Filomena für behinderte Kinder, 1847 in der Nähe des Palazzo Barolo eine Berufsschule für Arbeitermädchen. 1857 folgte eine Web- und Stickschule.
Aufgrund ihres Testaments wurde nach ihrem Tod das Opera Pia Barolo konstituiert, das mit dem Erbe die Werke Giulia di Barolo und ihres Mannes weiterführen sollte.
1864 starb sie in Turin; ihre sterblichen Überreste befinden sich seit 1899 in der Kirche Santa Giulia (Turin) im Stadtviertel Vanchiglia, die sie selbst in Auftrag gegeben hatte.
Siehe auch Haus Colbert

## Seligsprechung
Am 21. Januar 1991 wurde das Seligsprechungsverfahren eingeleitet. Im Mai 2015 wurde sie von Papst Franziskus für ehrwürdig erklärt.